# John H. Sununu
John Henry Sununu (L'Avana, 2 luglio 1939) è un politico e conduttore televisivo statunitense, governatore del New Hampshire dal 1983 al 1989 e capo di gabinetto della Casa Bianca dal 1989 al 1991.

## Biografia
Nato a Cuba in una famiglia di origini palestinesi, Sununu crebbe a Boston e si laureò in ingegneria meccanica al Massachusetts Institute of Technology. Dopo gli studi divenne docente universitario e negli anni successivi entrò in politica con il Partito Repubblicano e nel 1973 venne eletto all'interno della legislatura statale del New Hampshire, dove rimase per un solo mandato. Nel 1983 si candidò alla carica di governatore del New Hampshire e riuscì ad essere eletto, per poi essere riconfermato per altri due mandati.
Nel gennaio del 1989 Sununu lasciò il seggio e alcuni giorni più tardi divenne capo di gabinetto della Casa Bianca sotto la presidenza di George H. W. Bush. Dopo aver rassegnato le dimissioni nel dicembre del 1991, accettò la conduzione del programma televisivo della CNN Crossfire, dove rimase fino al 1998. Dal matrimonio con Nancy Hayes, Sununu ha avuto otto figli, fra cui Chris e John Edward, anch'essi impegnati in politica.